# Grigori Fjodorowitsch Resanow
Grigori Fjodorowitsch Resanow (russisch Григорий Фёдорович Резанов; * 1905; † 1978) war ein sowjetischer Diplomat. 

## Leben
1939 trat Resanow in den Dienst des Volkskommissariats für Auswärtige Angelegenheiten der UdSSR. Von 1939 bis 1941 war er Leiter der Ersten Fernöstlichen Abteilung im Volkskommissariat für Auswärtige Angelegenheiten der UdSSR. Von 1941 bis 1943 wirkte er als Botschaftsrat an der sowjetischen Botschaft in China. Von Oktober 1943 bis Mai 1948 war er Außerordentlicher und bevollmächtigter Gesandter der UdSSR in Kolumbien. Von 1948 bis November 1950 war er Stellvertretender Leiter der Abteilung lateinamerikanische Staaten im Ministerium für Auswärtigen Angelegenheiten der UdSSR. Von November 1950 bis November 1956 war er sowjetischer Botschafter in Argentinien. 1957/1958 wirkte er als Berater der Kommission über die Veröffentlichung diplomatischer Dokumenten beim Außenministerium der UdSSR. Von 1958 bis 1969 war er Stellvertretender Leiter der Konsularabteilung im Ministerium für Auswärtige Angelegenheiten der UdSSR. 1969 trat er in den Ruhestand.
Resanow war Mitglied der KPdSU. 